# Tarahumara

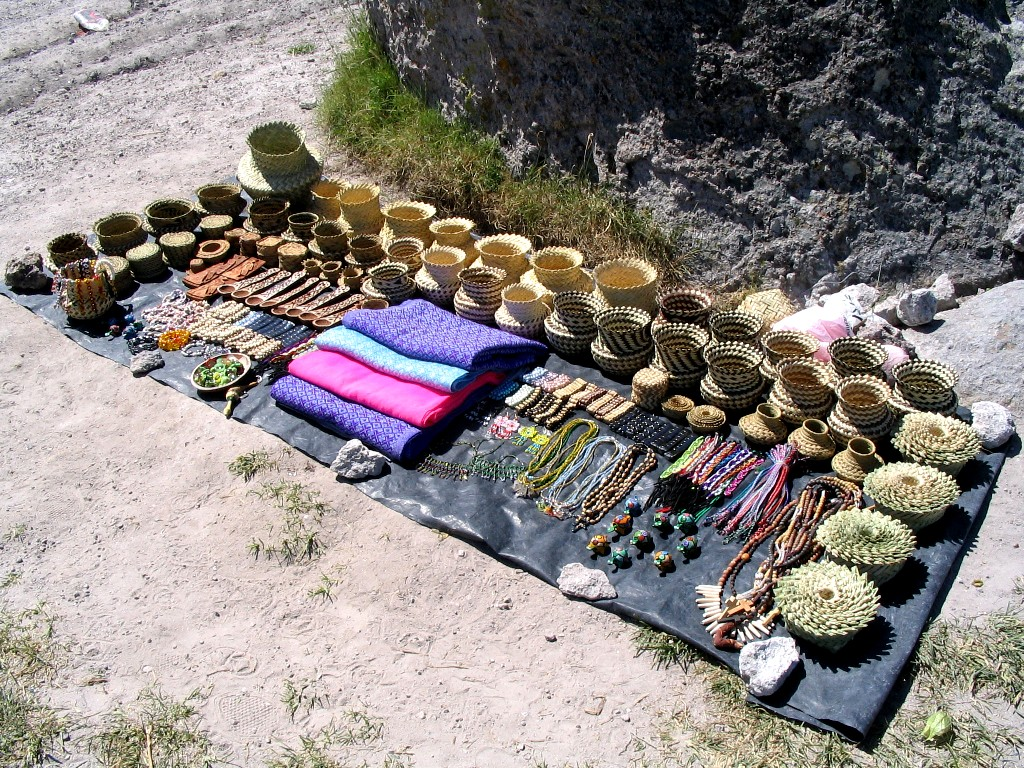
Rękodzieło Tarahumarów

Tarahumara, Rarámuri – lud zamieszkujący stan Chihuahua w Meksyku, posługujący się językiem tarahumara z rodziny uto-azteckiej. Ich liczebność wynosi około 70 tysięcy osób. Słyną z niezwykłej wytrzymałości w biegu, którą wykorzystują w tzw. polowaniu uporczywym. Stąd pochodzi nazwa ludu – Rarámuri, która dosłownie znaczy  „biegacze”. Biegi stanowią także element tradycyjnych zawodów sportowych.

## Historia
Niewiele wiadomo o historii Tarahumara przed wylądowaniem Hiszpanów w Nowym Świecie. Właściwie wszystkie informacje pochodzą z relacji misji jezuickich w XVI i XVII wieku. Najstarsze znane znaleziska z gór Sierra Madre, gdzie obecnie zamieszkuje plemię Tarahumara, datowane są na 15 tys. lat. Należały one do prehistorycznej kultury Clovis, dawnych mieszkańców tych terenów. Pradawni Tarahumara byli kulturą plemienną rozbitą na mniejsze grupy. Ich gospodarka oparta była na uprawie kukurydzy i dyni oraz polowaniach. Tarahumara mieli styczność z misjonarzami jezuickimi. Pierwszy kontakt nastąpił w 1606 roku, a w 1632 roku misjonarze jezuiccy przybyli do wioski na stałe. Proces ewangelizacji nie spotkał się jednak z przychylnością ludności rdzennej. Wybuchły protesty, w wyniku których zginęło dwóch mnichów. Spowodowało to represje ze strony rządu Nowej Hiszpanii. W tym czasie wielu Indian uciekło z zamieszkiwanych wcześniej terenów i osiedliło się w górach obecnego stanu Chihuahua. Oprócz represji związanych z niechęcią Tarahumara do przyjęcia chrześcijaństwa, byli oni gnębieni przez Hiszpanów w inny sposób. Tereny, które zamieszkiwali, były bogate w miedź, przez co Tarahumara byli zmuszani do niewolniczej pracy w kopalniach i na innych polach ekspansywnej gospodarki prowadzonej w Nowym Świecie. Aby uniknąć katorżniczej pracy na polach i w kopalniach, uciekali w coraz to wyższe partie gór.

## Religia
Religia Rarámuri jest religią synkretyczną, łączącą dawne zwyczaje z chrześcijaństwem. Tarahumara uważają, że życie pozagrobowe jest lustrzanym odbiciem obecnego życia, a dobre uczynki powinny być wykonywane nie dla lepszego życia po śmierci, ale dla poprawy życia na Ziemi. W niektórych tradycjach (silnie opartych na tradycjach prekolumbijskich), dusza wstępuje do nieba, jest reinkarnowana po każdej śmierci, a po trzecim życiu trafia na ziemię pod postacią ćmy, co stanowi jej ostateczne wcielenie. Kiedy ćma umiera, dusza umiera na zawsze, jednak koniec nie jest uważany za coś złego, a jedynie za kontynuację porządku życia. W kosmologii Tarahumara bóg ma żonę, która mieszka z nim w niebie wraz z ich synami, tzw. „sukristo”, i córkami, tzw. „santi”. Istoty te mają bezpośredni związek ze światem fizycznym poprzez katolickie symbole – odpowiednio krzyże i święte medaliony. Piekło i sam diabeł nie są całkowicie złe, ale skażone przez swoje związki z „Chabochi”, czyli nie-Rarámuri.  Diabeł i bóg są w tej religii braćmi (diabeł jest starszy), którzy wspólnie stworzyli rasę ludzką. Bóg, używając czystej gliny, stworzył Rarámuri, natomiast diabeł wymieszał biały popiół z gliną i stworzył Chabochi. Stąd diabeł jest obrońcą i dawcą życia dla Chabochis, tak jak bóg jest nim dla na Rarámuri.

## Bieganie w kulturze Tarahumara
Bieganie w kulturze Tarahumara jest częścią tradycji. Organizuje się wiele wyścigów, których trasy wynoszą od 200 do 300 kilometrów. Bieganie stanowi również formę spędzania wolnego czasu. La Carerra de Bola (lub rarajípari) oraz Ariweta to dwie dyscypliny biegów uprawiane zarówno przez mężczyzn, jak i kobiety. W La Carerra de Bola zawodnicy zebrani w dwie lub więcej drużyny biegną z drewnianą piłką, którą kopią naprzód. W Ariweta zawodniczki z dwóch lub więcej drużyn biegną z kijami za drewnianą obręczą, którą mają dostarczyć do mety przez popychanie jej kijem.
Biegi te odbywają się na różnych dystansach i na różnych zasadach. Najdłuższe wyścigi mają dystans około 100 km dla kobiet i około 200 km dla mężczyzn. Zawodnicy biegną wcześniej ustaloną trasą, a cały wyścig składa się z kilkunastu okrążeń. Start i meta znajdują się w tym samym miejscu, najczęściej w wiosce. Najważniejsze w obu biegach jest utrzymanie stałego tempa, ale dużą rolę odgrywa w nich również przypadek, ponieważ obręcz bądź piłka mogą łatwo wypaść poza trasę, przez co zespoły muszą poświęcić czas na wyciąganie ich z chaszczy.
Każdy członek drużyny ma do odegrania jakąś rolę. Zawodnicy mogą na przykład zmieniać się przy kopaniu piłki albo wyznaczyć do tego jedną osobę, podczas gdy reszta drużyny usuwa z drogi przeszkody. Często zdarza się, że jeden z członków grupy biegnie z drużyną przeciwną, sprawdzając, czy przeciwnicy nie oszukują. Ponadto najlepszy z biegaczy często oszczędzany jest na sam koniec wyścigu. Wspólna walka o zwycięstwo w zawodach powoduje wzmocnienie wzajemnych relacji.
W czasie wyścigów prowadzone są zakłady, a gdy w grę wchodzą duże pieniądze, dochodzi czasem do łamania zasad – pokonywania drogi na skróty albo używania rąk do przeniesienia piłki. Nad wyścigami mają jednak kontrolę sędziowie zwani chokeamae bądź przewodniczący lokalnej społeczności, na której terenie odbywają się zawody. Zawodnicy znajdują się również pod silną presją społeczną, ponieważ biegają dla swoich klanów. Oszukiwanie okrywa więc hańbą całą społeczność, a nie tylko pojedynczego uczestnika bądź drużynę.